# Serrapotamo
Il torrente Serrapòtamo è il principale affluente di destra del fiume Mingardo. Il suo percorso, lungo circa 10 chilometri, è interamente nella provincia di Salerno. Nasce dal monte Antilia nel comune di Montano Antilia e confluisce nel Mingardo presso San Severino, frazione del comune di Centola.